# 침전

화학 침전

침전(沈澱, precipitation)은 용액에서 고체가 분리되는 일이다. 즉 용액이 온도 및 물리적 영향을 받아 녹았던 용질이 고체의 결정으로 만들어지는 일이다.
- 침전 반응의 평형

침전은 화학적인 반응으로 어느 순간 평형상태에 도달하는데 이를 침전 반응의 평형이라고 말한다. 침전 반응의 평형을 설명하기 위해서는 용액에서 분리된 고체를 다시 용매에 녹인다는 가정이 필요하다. 예를 들어 AgCl의 고체를 물에 녹이는 상황을 생각해보자.
{\displaystyle {\ce {AgCl(s)<=>Ag+(ag) + Cl- (ag)}}}
위 반응에 대한 평형 상수 식은 다음과 같은데,
{\displaystyle {\ce {K=[Ag+][Cl-]/[AgCl]}}}
고체의 농도는 평형상수를 나타내는 관례대로 생략하고, 난용성 염의 평형 상수는 {\displaystyle {\ce {K_{sp}}}}라 하는데 이는 몰용해도 곱으로 나타내고 다음과 같이 나타낸다.
{\displaystyle {\ce {K_{sp}=[Ag+][Cl-]}}}

25 °C에서 난용성 이온 화합물의 용해도곱은 다음과 같다.
- 침전반응의 조건

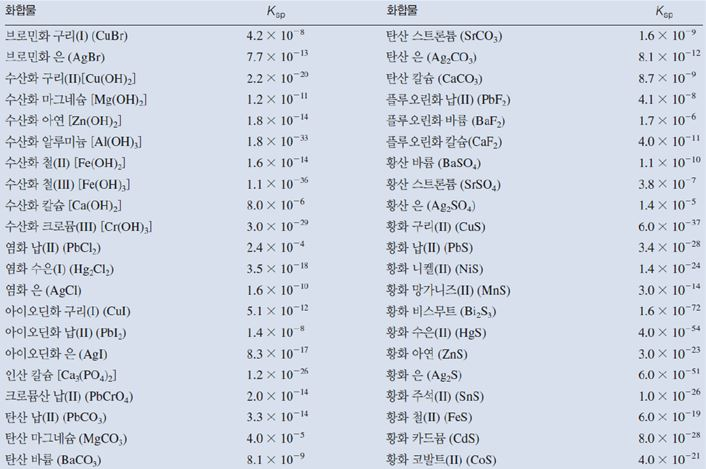
용해도곱 표

반응지수 Q를 {\displaystyle {\ce {K_{sp}}}}와 비교해 용액에서 고체가 분리되는지 알 수 있다.
Q>{\displaystyle {\ce {K_{sp}}}}인 경우 이온을 제거하고 고체가 침전된다.
Q={\displaystyle {\ce {K_{sp}}}}인 경우 평형상태이다.
Q<{\displaystyle {\ce {K_{sp}}}}인 경우 고체가 이온의 형태로 녹는다.
- 분별 침전

이온혼합물을 분리하는 한 방법으로 일부 이온을 침전시킬 수 있는 용액을 가하는 침전을 사용하는데, 이를 분별 침전이라 말한다.
예를 들어 바륨이온과 칼륨이온을 포함하는 용액에 황산을 가하면 황산바륨이 침전되어 대부분의 바륨이온을 제거할 수 있다.
또한 염소이온, 브로민이온, 아이오딘이온과 같은 할로겐 음이온도 용해도곱의 차이를 이용해 분리할 수 있는데 이때 용해도곱이 작은 순으로 침전 반응이 일어난다.

## 같이 보기
- 염석

1. ↑  Raymond Chang, Kenneth A. Goldsby, 레이먼드 창의 일반화학. 〈16〉. 《용해도곱 표 출처》 12판. 사이플러스. 717쪽.